# Reptilă
Reptilele sunt un grup de vertebrate tetrapode ectoterme cu piele solzoasă. În clasificarea clasică a speciilor, reptilele constituiau o clasă. Fiind un grup parafiletic, noțiunea de reptilă este considerată învechită și nu se mai folosește în clasificarea modernă. Însă, cuvântul — care vine din limba latină reptare („a se târî”) — rămâne comun în limbajul curent, unde se referă la șopârle, la șerpi, la broaștele țestoase, la crocodili și la dinozaurii non-aviari.
În 2023, se cunosc aproximativ 10500 de specii extante de reptile, aflate în patru ordine:
- Crocodilia: ~30 de specii de crocodili, gaviali, caimani și aligatori;
- Rhynchocephalia: singura specie actuală este Tuatara;
- Squamata: ~10020 de specii de șopârle, șerpi și amfibieni;
- Testudines: ~340 de specii de țestoase.

## Caracteristici generale
Toate reptilele au caracteristicile următoare:
- sunt tetrapode, chiar dacă în mai multe specii (în special șerpii și anguide) picioarele au dispărut (apodie);
- sunt ectoterme, ceea ce înseamnă că nu-și pot controla temperatura corporală prin procese fiziologice;
- au piele solzoasă sau acoperită cu plăci cornoase dublate de plăci osoase;
- au respirație pulmonară.

Majoritatea speciilor au și următoarele caracteristici:
- sunt bine adaptate la viața terestră, și sunt animale târâtoare — deși există specii mai bine adaptate la viață acvatică, precum șerpii marine și  țestoase marine;
- sunt ovipare, adică înmulțirea se face prin ouă depuse — deși există specii de șerpi și de scincide ovovivipare, sau chiar vivipare — iar ouăle se clocesc singure la soare (spre deosebire de păsări);
- au reproducere sexuată, cu fecundație internă (spre deosebire de mai mulți amfibieni, pentru care fecundația externă e mai comună) — deși există câteva specii capabile de reproducere asexuată.

## Un grup parafiletic și bine definit

Grupul reptilelor, în albastru. Acest grup nu este parafiletic pentru că nu conține clasa Aves, adică păsările.

Reptilele sunt un grup parafiletic, ceea ce înseamnă că nu toți descendenții celui mai recent strămoș comun a reptilelor sunt reptile. În special, grupul reptilelor nu conține păsările, chiar dacă acestea fac parte din grupul monofiletic cel mai mic care conține toate reptilele actuale: clasa Sauropsida.
Astfel spus, crocodilii și păsăriile sunt mai apropriați decât crocodilii și șopârlele. Prin urmăre, gruparea crocodililor și a șopârlelor într-un grup care exclude păsările nu este compatibilă cu principi pe care se bazează clasificarea modernă a speciilor.
Pe deasupra, reptilele în sensul tradițional al cuvântului sunt animale extrem de diverse, morfologic și ecologic vorbind, iar gruparea lor nu este întotdeauna relevantă. De aceea, noțiunea de reptilă a devenit învechită în biologie modernă.

## Clasificare
Vezi: Clasificarea reptilelor după Systema Naturae 2000.

## Galerie

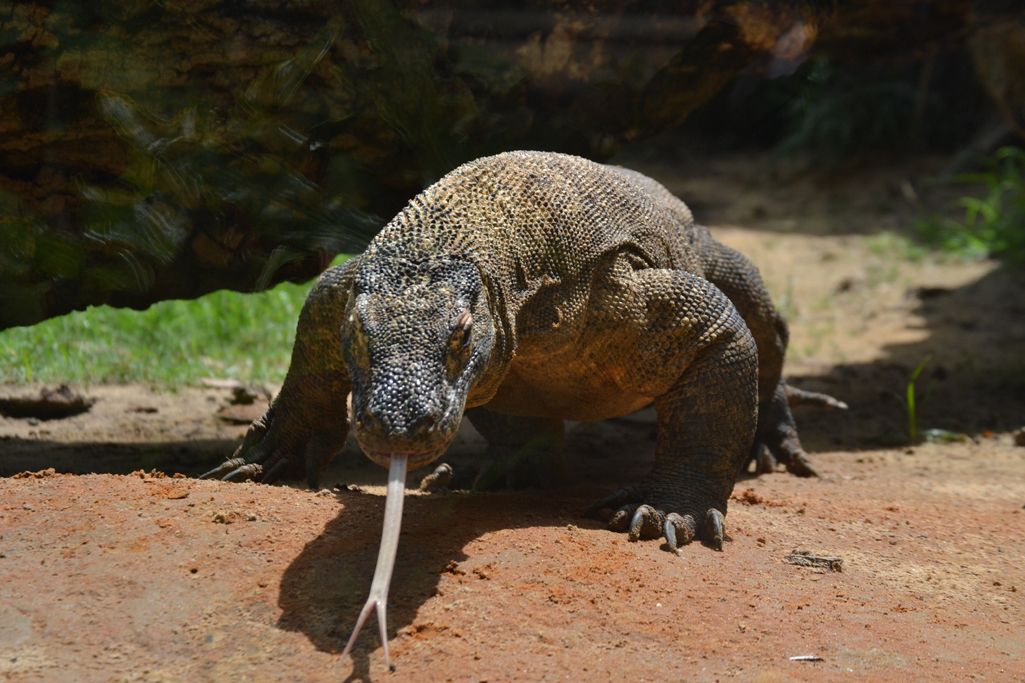
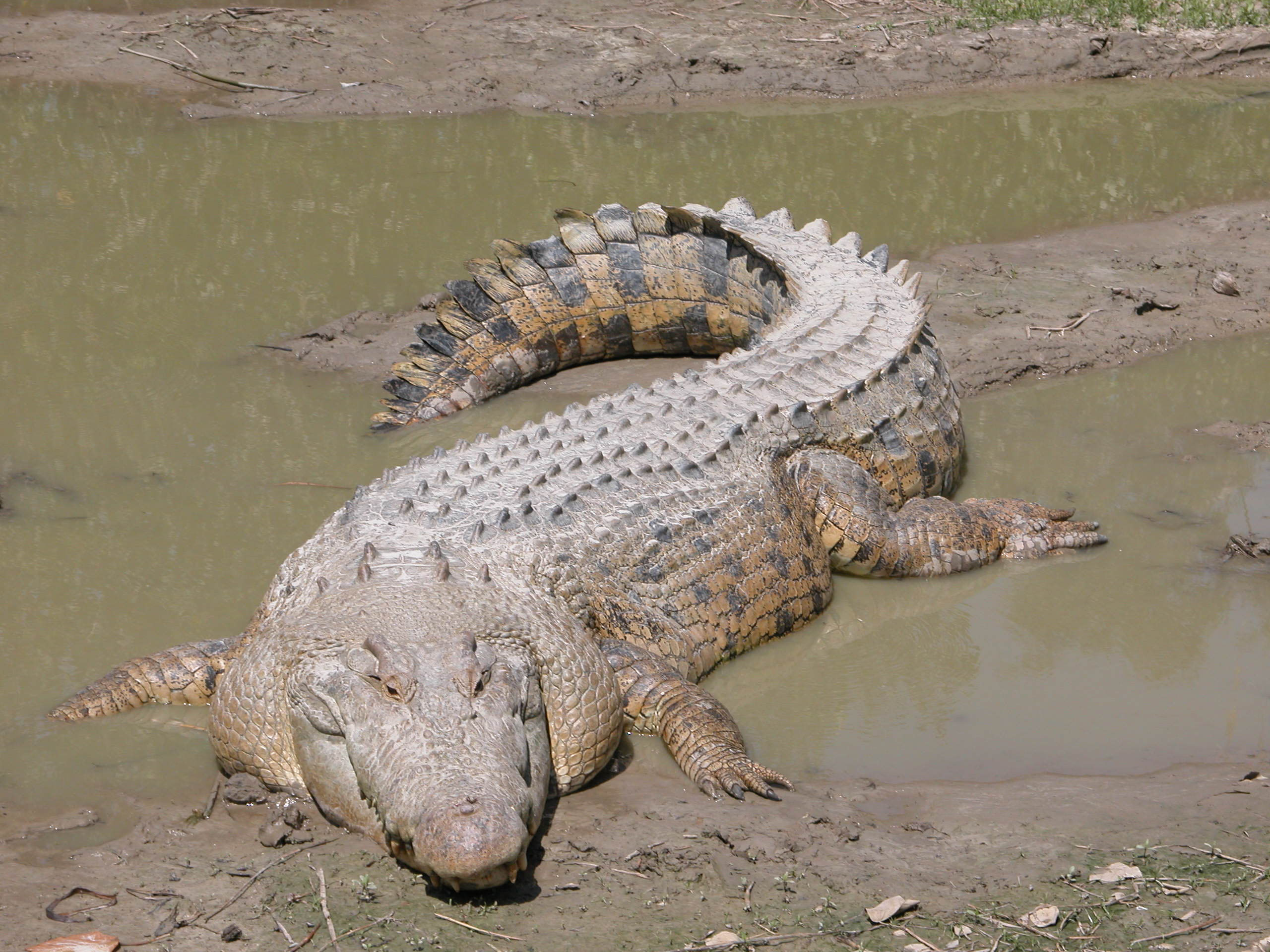
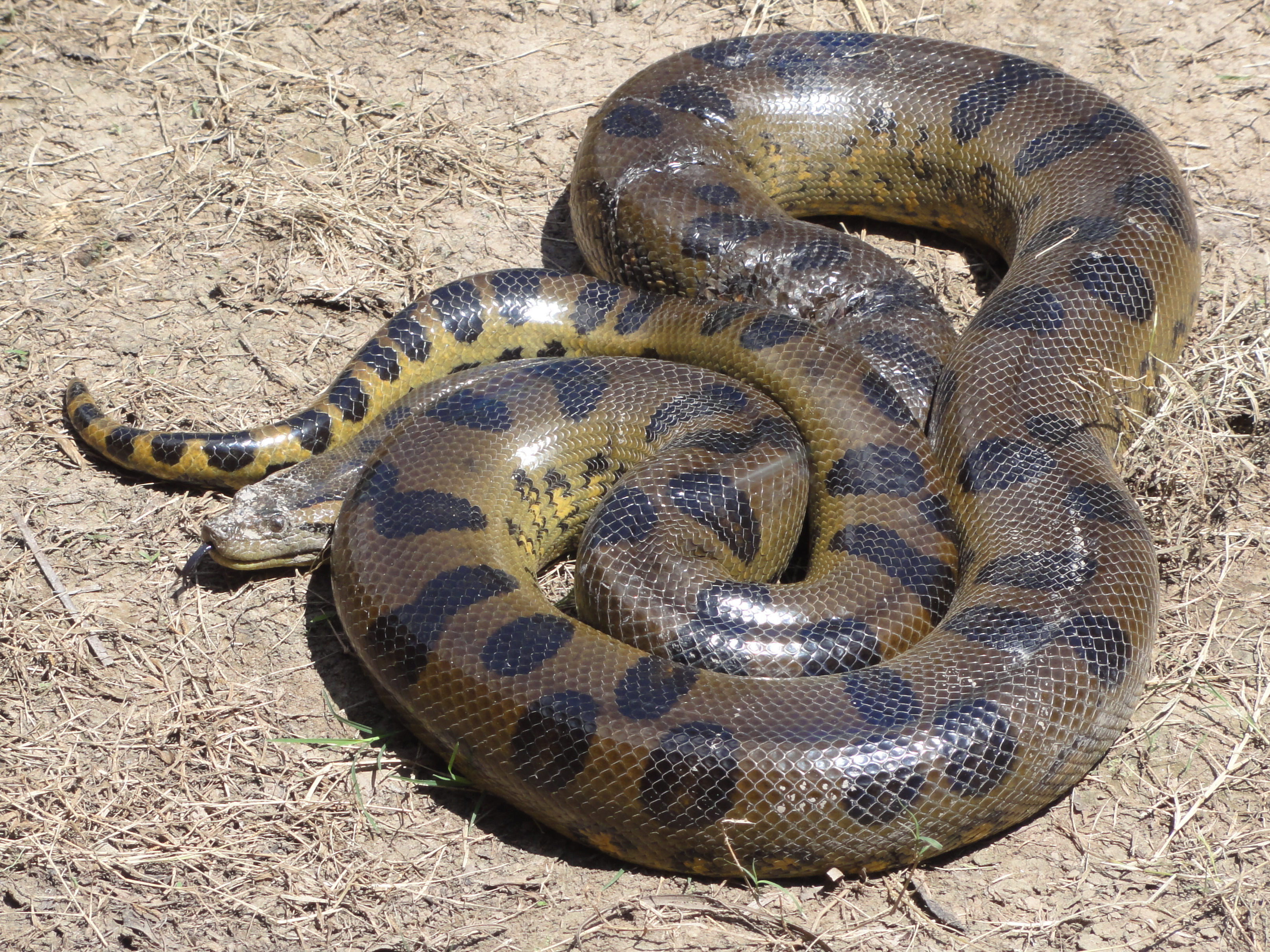
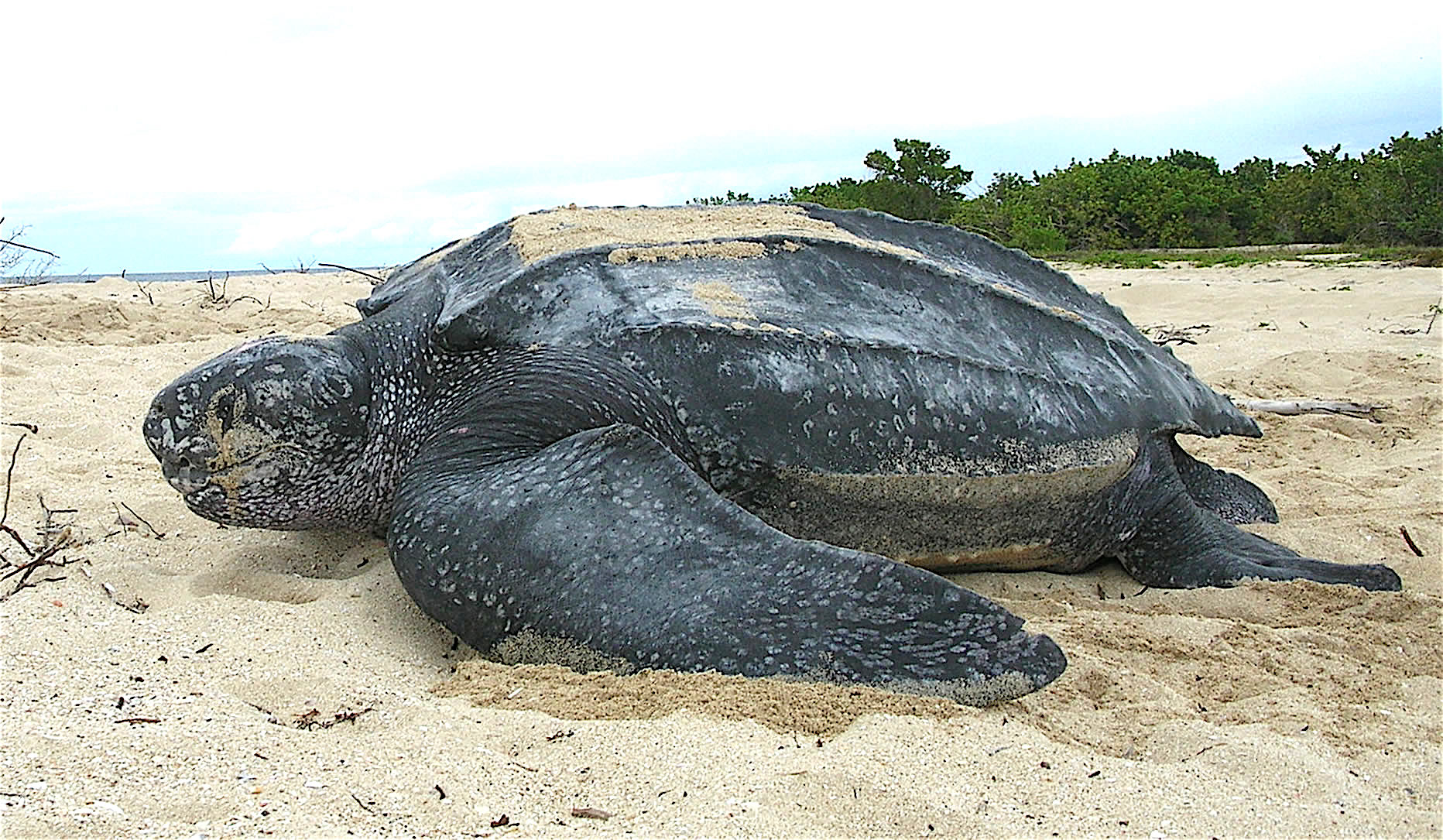